# Pandosia (Lucania)
Pandosia (in greco Πανδοσία?, in latino Pandosia) fu un'antica città della Magna Grecia lucana, situata nei pressi dell'attuale Anglona, frazione di Tursi.

## Geografia
Era al centro di importanti traffici commerciali ed in una posizione predominante e strategica, dominava infatti le valli del fiume Agri e del Sinni, a quel tempo navigabili, la piana della Conca d'Oro e tutta la campagna sottostante. Dalla cima del colle si può inoltre ammirare il panorama circostante che va dal mar Ionio fino al golfo di Taranto e tutti i paesi della costa e quelli limitrofi fino alle vette del Parco nazionale del Pollino.

## Storia
Pandosia, che confinava con Eraclea, è considerata la più antica città pagana della Siritide. Fonti discordanti spesso la confondono con Pandosia Bruzia. Strabone afferma che fu fondata degli Enotri e che la tennero a loro reggia non specificando a quale Pandosia si riferisse, ma affermando una certa vicinanza a Cosenza facendo così intuire a Pandosia Bruzia, altri studi invece attribuisco la reggia a Pandosia lucana, prima del 1000 a.C.. La città fu molto ricca e importante grazie alla fertilità del terreno e alla posizione strategica, infatti, i due grossi fiumi lucani, l'Agri e il Sinni, a quel tempo navigabili e l'antica via Herculea che da Eraclea risaliva per più di 60 km la valle dell'Agri fino alla città romana di Grumentum, agevolarono le comunicazioni e quindi una rapida espansione della città.
L'antichissima città di Pandosia è passata alla storia per eventi bellici combattuti nei pressi delle sue mura. L'Antonini basandosi su passi della Genealogia di Ferecide di Atene e su passi della Storia antica di Roma di Dionigi di Alicarnasso, ipotizza che Pandosia fu fondata da Enotro, uno dei 23 figli di Licaone, molti secoli prima di Roma, e che lo stesso signoreggiò su tutta l'orientale parte della Lucania. Da alcune monete si può supporre che Pandosia fosse confederata con Crotone, quando questa stringeva lega con Sibari e Metaponto. Alcune monete di genere incuso, riportano su un verso il simbolo di Pandosia (una giovinetta, la ninfa che dava il nome alla città) e sull'opposto quello di Crotone (un giovinetto che indicava il fiume Crati), fanno supporre ad un'alleanza tra le due città.
Nell'inverno del 331 - 330 a.C. il re epirota Alessandro il Molosso, venne sconfitto ed ucciso dai Lucani, sulle rive del fiume Acheronte (probabilmente l'attuale fiume Agri, chiamato Acheros anche Aciris o Akiris). Quest'ultimo è un altro evento controverso, difatti Plinio il Vecchio attribuisce l'evento a Pandosia lucana, invece Strabone fa intuire Pandosia bruzia. Il Romanelli basandosi sulle fonti antiche, afferma con certezza che la battaglia sia avvenuta nei pressi di Pandosia lucana.
Leggiamo di seguito quanto ci narra Tito Livio:
(G. Racioppi, pp. 235-236)
Nel 280 a.C., in località Conca d'Oro, sotto le mura della città di Pandosia, si svolse la battaglia di Eraclea tra le legioni del console romano Publio Valerio Levino e l'esercito di Pirro, venuto dall'Epiro in appoggio ai Tarentini, la battaglia fu vinta da Pirro, ma ad un prezzo altissimo, 4.000 vittime epirote e 7.000 romane. Sempre su questo territorio si sono svolte, nel 214 a.C. le operazioni militari di Annibale durante la seconda guerra punica.
La città sarebbe stata distrutta durante le guerre sociali da Silla o da Lucio Papirio attorno all'81 a.C., nello stesso periodo in cui fu distrutta Grumentum. Sulle rovine di Pandosia, nei primi secoli della cristianità, tra VII-VIII secolo, nacque la città di Anglona.

### Fonti primarie
- Tito Livio, Ab Urbe Condita, libro VIII, 24.
- Plinio il Vecchio, Naturalis Historia, libro III, 97 e 98.
- Plutarco, Vita di Pirro, 17.
- Strabone, Geografia, Amsteleadam, 1707, libro VI.

### Fonti secondarie
- G. Antonini, La Lucania, Napoli, 1797.
- Rocco Bruno, Storia di Tursi, Ginosa, Tip. Policarpo, 1977, ristampa nel 1989.
- R.J. Buck, The via Herculia, in "Papers of the British School at Rome" XXXIX, 1971.
- Salvatore Di Gregorio, Anglona e Tursi, 1999.
- Cosimo Damiano Fonseca, Le vie dell'acqua in Calabria e Basilicata, Catanzaro, 1995.
- E. Cantarella, G. Guidorizzi, Corso di Storia dalle origini a Giulio Cesare, Milano, Einaudi, 1992.
- Nicola Leoni, Della Magna Grecia e delle tre Calabrie, 1845.
- Alessio Simmaco Mazzocchi, Commentario sulle Tavole Eracleensi, Napoli, 1754.
- E. Mirri, Origini e vicende di Anglona arcaica e romana, Bari, 1973.
- Antonio Nigro, Memoria tipografica ed istorica sulla città di Tursi e sull'antica Pandosia di Eraclea oggi Anglona, Napoli, Tip. Miranda, 1851.
- Giacomo Racioppi, Storia dei popoli della Lucania e della Basilicata, vol 1 e vol 2, Roma, Ermanno Loescher, 1889.
- Domenico Romanelli, Antica topografia istorica del regno di Napoli, Napoli, Stamperia Reale, 1815.